# 桑萨
桑萨（法語：Sanssat，法語發音：[sɑ̃sa]）是法国阿列省的一个市镇，位于该省中东部偏南，属于维希区。

## 地理
桑萨（46°15'19"N, 3°28'30"E）面积8.4 平方千米，位于法国奥弗涅-罗讷-阿尔卑斯大区阿列省，该省份为法国中部省份，北起涅夫勒省、西北接谢尔省，西南至克勒兹省，南至多姆山省，东南临卢瓦尔省，东临索恩-卢瓦尔省。
与桑萨接壤的市镇（或旧市镇、城区）包括：比伊、克雷希、朗日、圣费利、圣热朗勒皮。

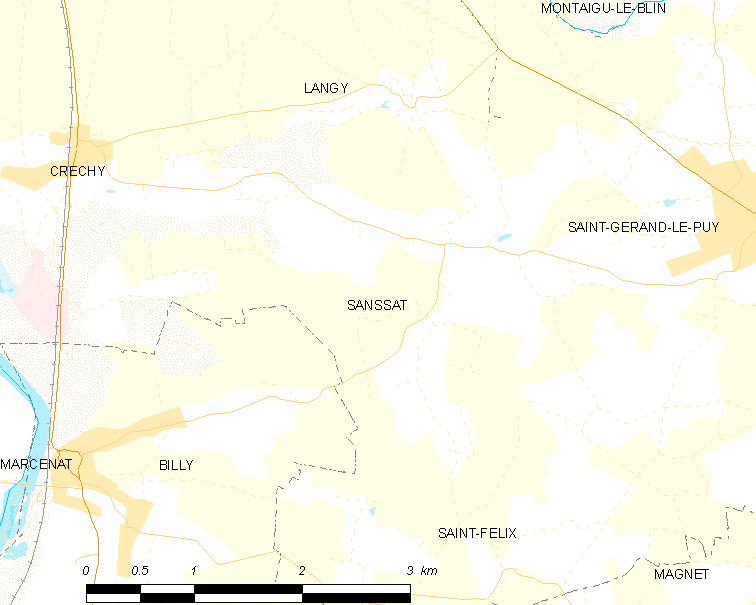
桑萨的OSM定位图

桑萨的时区为UTC+01:00、UTC+02:00（夏令时）。

## 行政
桑萨的邮政编码为03150，INSEE市镇编码为03266。

## 政治
桑萨所属的省级选区为锡乌勒河畔圣普尔桑县。

## 人口

1962-2008年间桑萨人口变化图示

桑萨于2022年1月1日时的人口数量为277人。